# Broćanac Nikšićki
Broćanac Nikšićki (en serbe cyrillique: Броћанац Никшићки) est un village de l'ouest du Monténégro, dans la municipalité de Nikšić.

## Démographie

### Évolution historique de la population
| 1948 | 1953 | 1961 | 1971 | 1981 | 1991 | 2003 |
| ---- | ---- | ---- | ---- | ---- | ---- | ---- |
| 314  | 397  | 390  | 252  | 196  | 105  | 85   |